# Hornaltica bicolorata
Hornaltica bicolorata är en skalbaggsart som först beskrevs av Horn 1889.  Hornaltica bicolorata ingår i släktet Hornaltica och familjen bladbaggar. Inga underarter finns listade i Catalogue of Life.